# Ratolí marsupial de peus rojos
El ratolí marsupial de peus rojos (Antechinus mysticus) és una espècie de petit marsupial carnívor de la família dels dasiúrids. És originari d'Austràlia (Nova Gal·les del Sud i Queensland). El cap és de color gris i la gropa marró taronja. Les potes posteriors són clares i la part superior de color marró groc. La part inferior de la cua a prop del cos és marró clar. La llargada corporal és d'11 cm i la cua fa 10 cm.